# Biguanidi
Le  Biguanidi sono una categoria di farmaci anti iperglicemizzanti orali di indicazione specifica contro il diabete di tipo 2.
A differenza di altri farmaci antidiabetici, come ad esempio le sulfaniluree, non determinano un aumento di rilascio di insulina per cui non causano ipoglicemia.
Li ritroviamo anche nelle regolarizzazione del ciclo mestruale dovuto a policistosi ovarica o a ipersecrezione di androgeni.
Per via dei loro effetti indesiderati, tali medicinali devono essere utilizzati solo dietro prescrizione e sotto controllo medico.

## Associazioni con altri farmaci
I Biguanidi possono essere utilizzati in associazione con altri farmaci. Le associazioni possono essere in combinazione con: 
- Acarbosio
- Insulina
- Pioglitazone
- Repaglinide

## Tipologia
La metformina è il farmaco di questa categoria più comunemente usato in Italia; in altri Paesi è commercializzata anche la buformina. Il loro effetto è quello di ridurre la gluconeogenesi nella persona e nel contempo di aumentare l'utilizzo del glucosio a livello periferico.
Altro farmaco di questa classe è il proguanile, in commercio in Italia solo nella forma associata all'atovaquone. Questa associazione trova indicazione nella profilassi della malaria da Plasmodium falciparum e nel trattamento della malaria in fase acuta non complicata (sempre e solo per la forma da P. falciparum).

## Effetti indesiderati
Alcuni degli effetti indesiderati sono ipotensione, extrasistoli ventricolari, acidosi lattica, anoressia, nausea, vomito, dolore addominale, insufficienza renale acuta, ecc.

## Altro
La Biguanidina, simile alla Clorexidina, agisce come farmaco batteriostatico modificando il funzionamento delle pompe ioniche di membrana, alterando l'equilibrio osmotico all'interno e all'esterno della cellula.
Ad alte concentrazioni, esse alterano le componenti lipidiche delle pareti cellulari, avendo come principio d'azione la denaturalizzazione delle proteine risiedenti nel nucleo cellulare, e la coagulazione delle proteine citoplasmatiche.